# Bernolákovo
Bernolákovo (Hongaars:Cseklész) is een Slowaakse gemeente in de regio Bratislava, en maakt deel uit van het district Senec. Bernolákovo telt 5.053 inwoners.
Voor de Tweede Wereldoorlog was de gemeente grotendeels Hongaarstalig. In 1938 werd de gemeente weer onderdeel van Hongarije (zien: Eerste Scheidsrechterlijke Uitspraak van Wenen), maar op 14 maart 1939 werd de gemeente samen met Gáň (Gány) en het daarbij behorende Barakony overgedragen aan Slowakije en kwamen Vága en Nagycétény (Veľký Cetín) in ruil bij Hongarije.

## Geboren
- Tibor Jančula (1969), Slowaaks voetballer

Bernolákovo · Blatné · Boldog · Čataj · Dunajská Lužná · Hamuliakovo · Hrubá Borša · Hrubý Šúr · Hurbanova Ves · Chorvátsky Grob · Igram · Ivanka pri Dunaji · Kalinkovo · Kaplna · Kostolná pri Dunaji · Kráľová pri Senci · Malinovo · Miloslavov · Most pri Bratislave · Nová Dedinka · Nový Svet · Reca · Rovinka · Senec · Tomášov · Tureň · Veľký Biel · Vlky · Zálesie